# Malham Cove

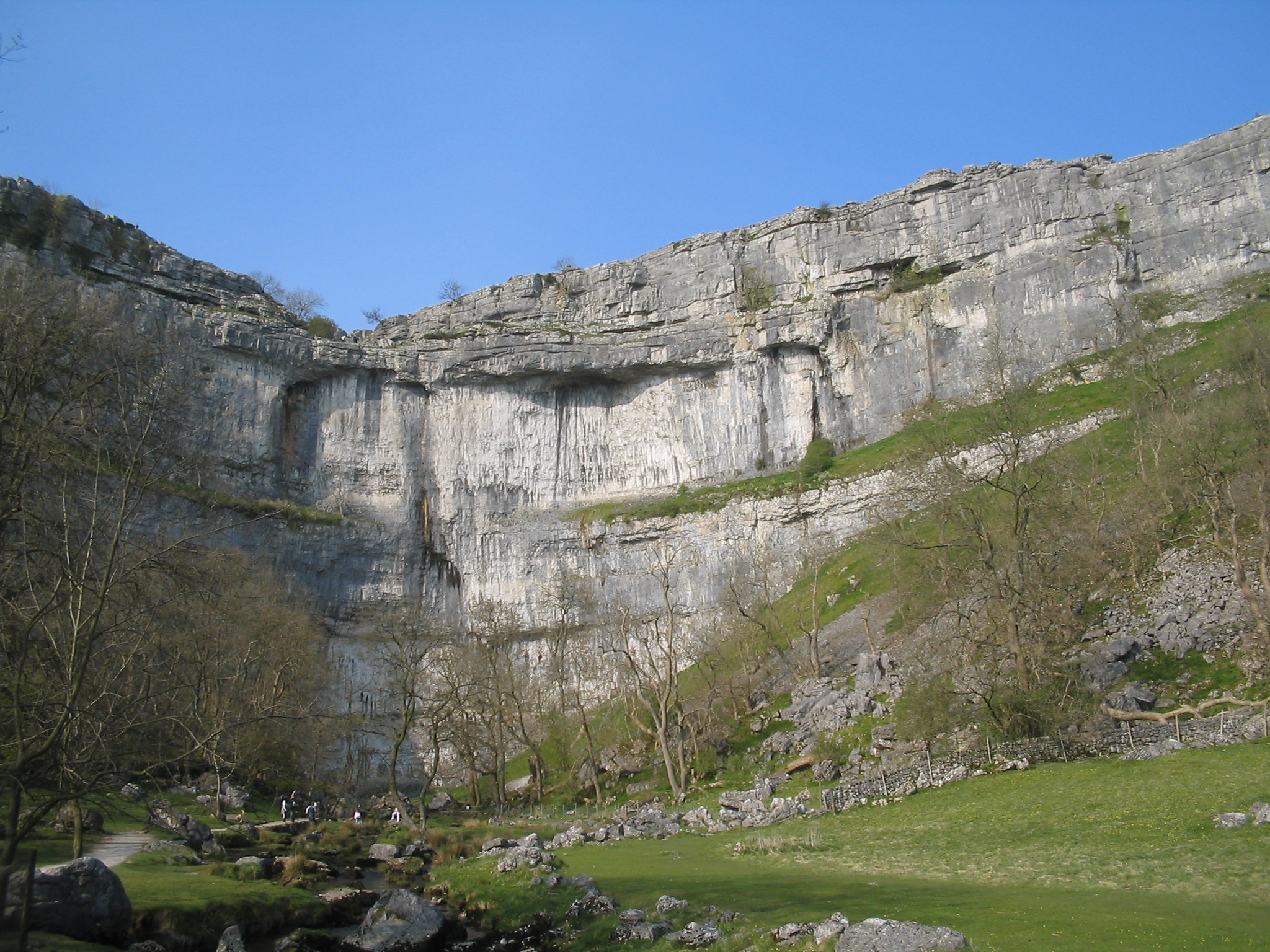
Cala Malham.

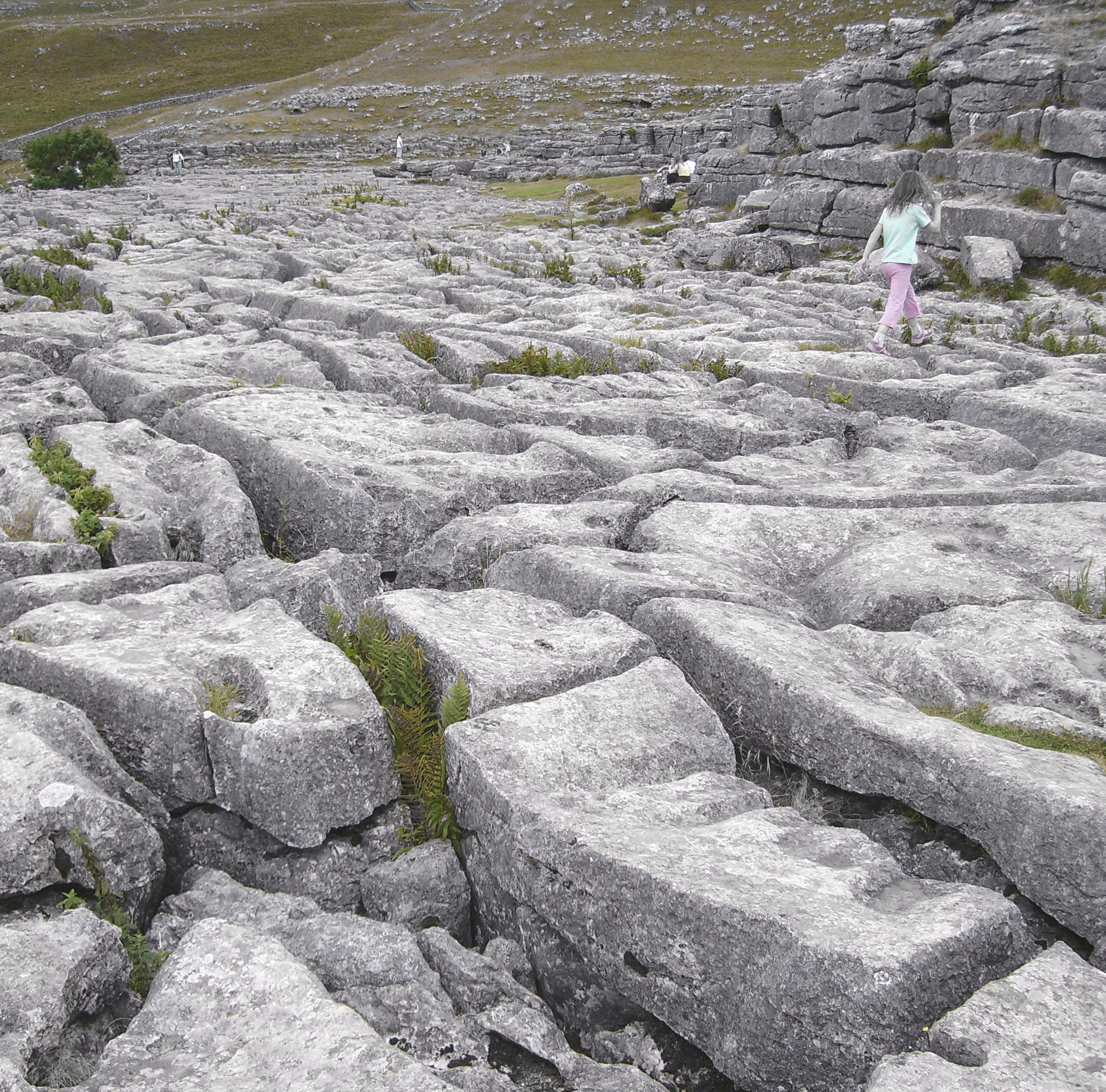
Pavimento de roca caliza fracturado por lapiaces por encima del acantilado.

La Cala Malham (Malham Cove en inglés) es un formación natural de caliza cerca de Malham, Yorkshire del Norte, Inglaterra. Un lugar bien conocido, abarca un acantilado enorme y curvado de piedra caliza, en la parte más alta de un valle glacial, con un lapiaz por encima.
Detrás del acantilado hay un gran sistema de cuevas formado por erosión
A la izquierda de la pared del acantilado hay aproximadamente 400 pasos de piedra irregulares, las cuales conducen al lapiaz que se inclia hacia abajo a Malham Tarn.
Originalmente, un glaciar se derritió y una gran cascada fluyó sobre el acantilado. 